# Konrad Nowak
Konrad Nowak (Katowice, 7 novembre 1994) è un calciatore polacco, centrocampista dell'Odra Opole.

## Carriera

### Club
Cresciuto calcisticamente nelle giovanili del Rozwój Katowice, nel 2011 ha debuttato in prima squadra. L'anno successivo si è trasferito al Górnik Zabrze, in massima serie, dove ha anche esordito nelle competizioni europee. Ha giocato con la società di Zabrze fino al febbraio 2019 (ad eccezione di un breve ritorno, in prestito, al Rozwój Katowice nel 2016, all'epoca militante in seconda divisione), quando si è unito al Puszcza Niepołomice, giocando per una stagione e mezzo in seconda divisione. Nel 2020 va a giocare all'Odra Opole, altro club della seconda divisione polacca.

### Nazionale
Ha militato nelle nazionali giovanili polacche Under-18, Under-19 ed Under-20.

## Statistiche

### Presenze e reti nei club
Statistiche aggiornate al 10 febbraio 2022.
| Stagione                   | Squadra                    | Campionato                 | Campionato | Campionato | Coppe nazionali | Coppe nazionali | Coppe nazionali | Coppe continentali | Coppe continentali | Coppe continentali | Altre coppe | Altre coppe | Altre coppe | Totale | Totale |
| Stagione                   | Squadra                    | Comp                       | Pres       | Reti       | Comp            | Pres            | Reti            | Comp               | Pres               | Reti               | Comp        | Pres        | Reti        | Pres   | Reti   |
| -------------------------- | -------------------------- | -------------------------- | ---------- | ---------- | --------------- | --------------- | --------------- | ------------------ | ------------------ | ------------------ | ----------- | ----------- | ----------- | ------ | ------ |
| 2012-2013                  | Górnik Zabrze              | EK                         | 17         | 0          | CP              | 1               | 0               |                    | -                  | -                  |             | -           | -           | 18     | 0      |
| 2013-2014                  | Górnik Zabrze              | EK                         | 1          | 0          | CP              | 0               | 0               |                    | -                  | -                  |             | -           | -           | 1      | 0      |
| 2014-2015                  | Górnik Zabrze              | EK                         | 12         | 1          | CP              | 1               | 0               |                    | -                  | -                  |             | -           | -           | 13     | 1      |
| 2015-gen. 2016             | Górnik Zabrze              | EK                         | 2          | 0          | CP              | 0               | 0               |                    | -                  | -                  |             | -           | -           | 2      | 0      |
| gen.-giu. 2016             | Rozwój Katowice            | 1L                         | 13         | 1          | CP              | -               | -               |                    | -                  | -                  |             | -           | -           | 13     | 1      |
| 2016-2017                  | Górnik Zabrze              | 1L                         | 11         | 0          | CP              | 1               | 0               |                    | -                  | -                  |             | -           | -           | 12     | 0      |
| 2017-2018                  | Górnik Zabrze              | EK                         | 2          | 0          | CP              | 2               | 0               |                    | -                  | -                  |             | -           | -           | 4      | 0      |
| 2018-feb. 2019             | Górnik Zabrze              | EK                         | 12         | 0          | CP              | 2               | 0               | UEL                | 1                  | 0                  |             | -           | -           | 15     | 0      |
| Totale Górnik Zabrze       | Totale Górnik Zabrze       | Totale Górnik Zabrze       | 57         | 1          |                 | 7               | 0               |                    | 1                  | 0                  |             | -           | -           | 65     | 1      |
| feb.-giu. 2019             | Puszcza Niepołomice        | 1L                         | 11         | 1          | CP              | 1               | 0               |                    | -                  | -                  |             | -           | -           | 12     | 1      |
| 2019-2020                  | Puszcza Niepołomice        | 1L                         | 13         | 0          | CP              | 1               | 0               |                    | -                  | -                  |             | -           | -           | 14     | 0      |
| Totale Puszcza Niepołomice | Totale Puszcza Niepołomice | Totale Puszcza Niepołomice | 24         | 1          |                 | 2               | 0               |                    | -                  | -                  |             | -           | -           | 26     | 1      |
| 2020-2021                  | Odra Opole                 | 1L                         | 33         | 6          | CP              | 1               | 0               |                    | -                  | -                  |             | -           | -           | 34     | 6      |
| 2021-2022                  | Odra Opole                 | 1L                         | 16         | 4          | CP              | 1               | 0               |                    | -                  | -                  |             | -           | -           | 17     | 4      |
| Totale carriera            | Totale carriera            | Totale carriera            | 143        | 13         |                 | 11              | 0               |                    | 1                  | 0                  |             | -           | -           | 155    | 13     |